# Painter (álbum)
Painter es el primer y único álbum de estudio de la banda de rock canadiense del mismo nombre. Fue publicado en noviembre de 1973 a través de Elektra Records. Producido por el guitarrista líder Danny Lowe, Painter se grabó en los estudios Kaye/Smith, en Seattle, Washington.

## Promoción
«West Coast Woman» se lanzó en agosto de 1973 como sencillo principal del álbum. Un escritor no especificado de la revista Record World elogió “la producción y la musicalidad de primer nivel” del sencillo. «West Coast Woman» debutó en la lista 100 Singles de la revista RPM el 8 de septiembre de 1973 en el número 81; subió al número 16, su máxima posición, el 17 de noviembre.
«Goin' Home to Rock n' Roll» fue publicado en diciembre de 1973 como el segundo sencillo del álbum. Un escritor no especificado de la revista Record World declaró: “El primer sencillo del grupo, «West Coast Woman», hizo algo de ruido, pero nada como la estruendosa aceptación que tendrá este roquero”. «Goin' Home to Rock n' Roll» debutó en la lista Top Singles de la revista RPM el 26 de enero de 1974 en el número 96; subió al número 76, su máxima posición, el 16 de febrero.
«Song for Sunshine» se lanzó en abril de 1974 como el tercer y último sencillo del álbum. Un escritor no especificado de la revista Record World escribió: “El grupo hizo ruido con su sencillo «West Coast Woman» y ahora brillan aún más con otro himno a una dama. Rock y balada brillan como uno aquí”. Un escritor no especificado de la revista Cash Box escribió: “La voz principal es genial, al igual que las armonías de fondo, pero el truco aquí es la gran música y el arreglo”.

## Recepción de la crítica
Un escritor no especificado de la revista Cash Box declaró: “Liderado por el impresionante sencillo «West Coast Woman», el LP debut de Painter es un éxito rotundo, que pone de relieve a un grupo que no sólo toca bien, sino que también es capaz de tocar algunas armonías increíbles al estilo Buffalo Springfield. «Slave Driver», «Crazy Feeling», «Goin' Down the Road» y «Space Truck» son ricos, completos y poderosos, señalando la profundidad y capacidad de los cinco hombres que componen esta banda. La excelente guitarra solista de Danny Lowe es evidente en todo momento y la voz principal de Doran Beattie es perfecta en el contexto del material del LP”. Un escritor no especificado de la revista Record World declaró: “«West Coast Woman» fue un gran éxito para estos pintores de canciones, pero apenas te prepara para la sorprendente excelencia de este grupo. Corte tras corte estalla con potencia eléctrica, interpretación precisa y excelentes voces. Doran Beattie tiene que ser el mejor vocalista principal que haya llegado a la escena del rock en mucho tiempo”. Un escritor no especificado de la revista Billboard escribió: “Conseguir un sencillo exitoso en el primer álbum, como lo hizo Painter con «West Coast Woman», es toda una hazaña hoy en día. El resto del álbum de estos veteranos de la música canadiense que acaban de formar el grupo también es rock limpio y sencillo”. Un escritor no especificado de la revista RPM declaró: “El inicio de este primer intento es el último sencillo de Painter, «West Coast Woman», un vistazo a la música atrevida y de rock duro que estos chicos están tocando. Aquí está la base para que sucedan más cosas buenas con su música, aunque algunas de las selecciones fueron un poco cortas y, en consecuencia, carecieron de sustancia. [...] Con la difusión que merecen, deberíamos escuchar cada vez más. Es un buen comienzo”.

## Lista de canciones
Todas las canciones escritas y compuestas por Painter.
Lado uno
1. «West Coast» – 2:47
2. «Tell Me Why» – 2:07
3. «Song for Sunshine» – 2:58
4. «Goin' Home to Rock n Roll» – 2:58
5. «Space Truck» – 2:34
6. «Kites and Gliders» – 3:47

Lado dos
1. «Oh! You» – 2:24
2. «Slave Driver» – 3:01
3. «For You» – 3:57
4. «Crazy Feeling» – 2:42
5. «Goin' Down the Road» – 8:47

## Créditos y personal
Créditos adaptados desde las notas de álbum de Painter.
Painter
- Danny Lowe – guitarra líder
- Doran Beattie – voz principal
- Wayne Morice – bajo eléctrico, coros
- Barry Allen – guitarra rítmica, coros
- Bob Ego – batería

Personal técnico
- Danny Lowe – productor
- Marlon Greene – productor asociado
- Jim Gaines – productor asociado, ingeniero de audio
- Buzz Richmond – ingeniero asistente
- Scott Schreckengost – ingeniero asistente
- Mark Sterling – ingeniero asistente
- Steve Kaplan – ingeniero asistente

Diseño
- Ed Caraeff – fotografía de portada
- C. R. Palmer – fotografía de contraportada
- Michael Hughes – diseño de portada
- Robert L. Heimall – director artístico